# Wladimir Lwowitsch Karpow
Wladimir Lwowitsch Karpow (russisch Владимир Львович Карпов; * 1907 in Moskau; † 1986 ebenda) war ein russischer Chemiker, Technologe und Professor. Er gilt als einer der Gründer der Strahlenchemie in der Sowjetunion.

## Leben
Als Sohn des Chemikers Lew Jakowlewitsch Karpow und seiner Frau Anna Samoilowna Karpowa wurde Wladimir Lwowitsch Karpow zu Hause unterrichtet, wo unter anderem Boris Pasternak zu seinen Lehrern gehörte. Im Jahre 1931 schloss Karpow sein Studium an der Chemisch-Technischen Dmitri-Mendelejew-Universität von Russland ab. Bis 1935 arbeitete er am Forschungsinstitut für Kunstfasern, danach begann er, am Karpow-Institut für physikalische Chemie zu arbeiten. Von 1954 bis 1959 war er dort stellvertretender Direktor für wissenschaftliche Arbeit, von 1956 bis 1981 Leiter des Labors für nukleare Polymerchemie und ab 1981 Konsulent. Er gehörte zu den Initiatoren für die Gründung der Außenstelle Obinsk und war von 1959 bis 1971 stellvertretender Direktor für wissenschaftliche Arbeit der Obinsker Außenstelle des Institutes. Im Jahre 1969 erhielt er den Staatspreis der UdSSR.
Karpow untersuchte die Prozesse, die durch die Wirkung von Strahlung auf Polymere hervorgerufen werden. Er entdeckte die Strahlenvernetzung von Polymeren und die Prozesse der Strukturbildung kristalliner Polymere. Unter Karpows Leitung wurden radiochemische Technologien entwickelt, um modifizierte Holzfasern, Polyethylen, geschäumte Materialien und unter Wärme schrumpfende Materialien.
Er ist auf dem Nowodewitschi-Friedhof begraben.

## Werke
- Финкель, Эдуард Эммануилович, Карпов, Владимир Львович, Берлянг, Семен Михайлович: Технология радиационного модифицирования полимеров (Die Technologie der Veränderung von Polymeren mittels Strahlung). Энергоатомиздат, Moskau 1983.